# Candler County
Candler County is een county in de Amerikaanse staat Georgia.
De county heeft een landoppervlakte van 639 km² en telt 9.577 inwoners (volkstelling 2000). De hoofdplaats is Metter.